# Gerrie Knetemann Trofee
De Gerrie Knetemann Trofee, voorheen de Toboga Bokaal, wordt jaarlijks uitgereikt aan de meest talentvolle Nederlandse wielrenner onder 23 jaar. De prijs werd in 2004 omgedoopt tot Gerrie Knetemann Bokaal. Sinds 2005 is de naam Gerrie Knetemann Trofee.
Sinds 1955 reikt Club '48 de Gerrit Schulte Trofee uit aan de beste Nederlandse profwielrenner. In 1961 werd de eerste Toboga-beker overhandigd. Deze prijs voor het wielertalent van het jaar werd gesponsord door het bandenmerk van oud-wielrenner Toon van den Bogaerd. Vanaf 1976 kwam er een prijs voor de beste vrouwelijke rensters bij, de Keetie van Oosten-Hage Trofee. Sinds 2004 is de prijs voor het beste wielertalent vernoemd naar de dat jaar overleden oud-wielrenner Gerrie Knetemann.